# انکورایمس

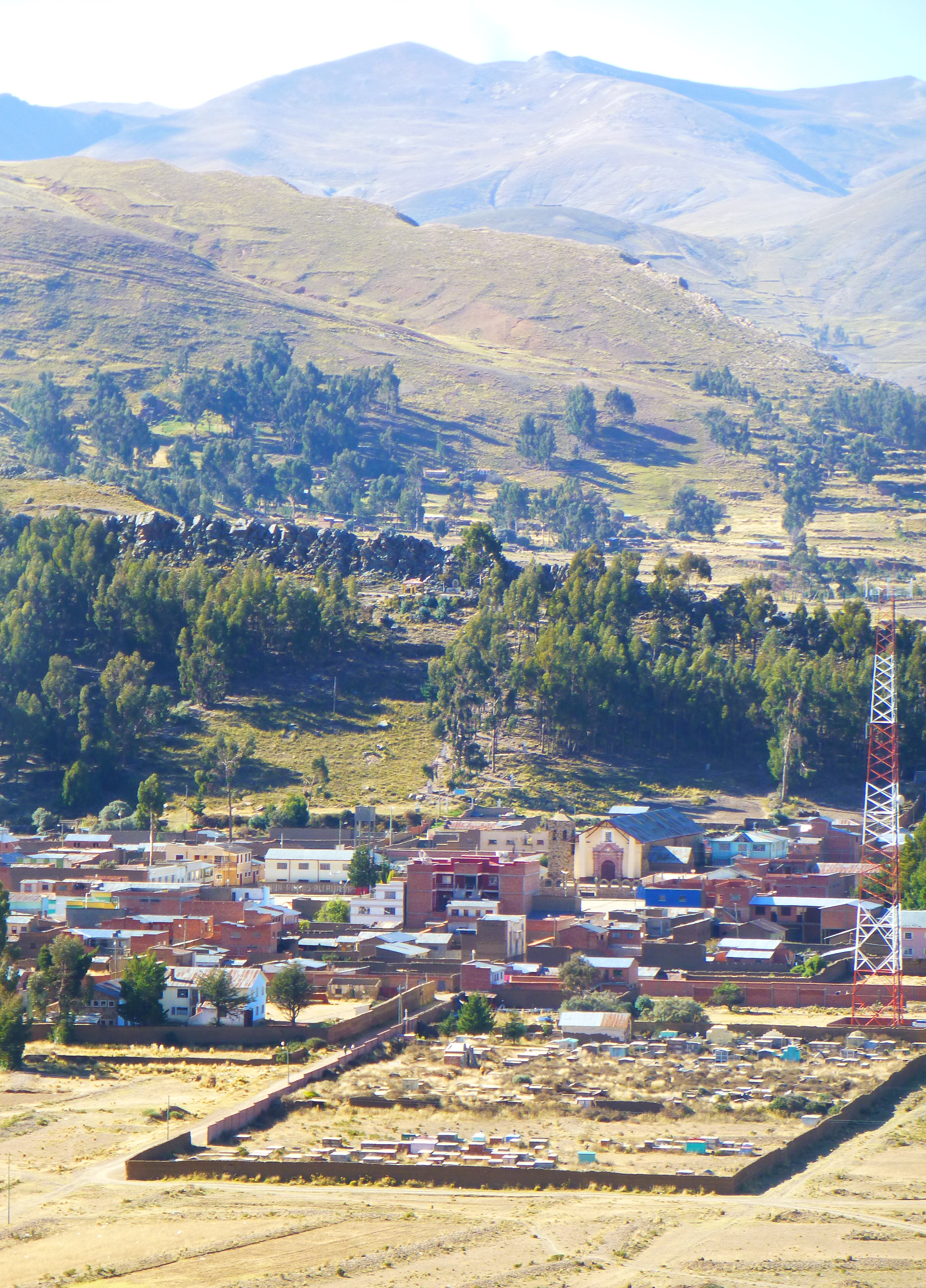
شهر انکورایمس

انکورایمس (به اسپانیایی: Ancoraimes) یک منطقهٔ مسکونی در بولیوی است که در La Paz Department (Bolivia) واقع شده‌است.

## خصوصیات
انکورایمس ۵۶۱ نفر جمعیت دارد.